# Maria Wiedmaier
Maria Wiedmaier (née le 19 octobre 1896 à Zuffenhausen et morte le 20 octobre 1977 à Groß Glienicke) est une militante communiste allemande engagée dans la résistance antifasciste pendant toute la période du nazisme. Elle passe la majeure partie de ces douze années dans des centres de détention, puis dans le camp de concentration de Ravensbrück.

## Biographie

### Famille et jeunesse
Maria Siegloch est née le 19 octobre 1896 à Zuffenhausen, un quartier au nord de la ville de Stuttgart, en Allemagne. Elle est la troisième d'une famille d'ouvriers de sept enfants. Entre 1910 et 1916, elle travaille dans l'usine de chaussures Salamander de Kornwestheim. À partir de 1916, elle est employée dans une usine de munitions à Feuerbach, dans laquelle elle rencontre Albert Volz, un collègue, qu'elle épouse la même année. Ils ont un fils.

### Sous la République de Weimar
À la fin de 1918, elle adhère au Parti social-démocrate indépendant (en allemand, Unabhängige Sozialdemokratische Partei Deutschlands ou USPD). Ce parti est issu d'une minorité exclue en 1916 du Parti social-démocrate (SPD) pour s'être opposée au financement de la guerre. Lorsque l'USPD se scinde à son tour, elle soutient la Ligue spartakiste qui fonde le Parti communiste d'Allemagne (KPD). Elle-même cofonde en 1923, avec Heinrich Rau et Eugen Wiedmaier (en), la section de Stuttgart-Zuffenhausen du Parti communiste ,.
La même année, Maria Siegloch épouse Eugen Wiedmaier (1900-1940) et s'installe avec lui à Berlin. Au sein du KPD, son travail se concentre sur les femmes et la jeunesse. De 1924 à 1925, elle est secrétaire du Parti pour la direction régionale à Sarrebruck, au cœur d'une région industrielle de l'ouest de l'Allemagne qui est encore, à cette époque, sous occupation française. À partir de 1925, elle est instructrice pour le Comité central du Parti. De 1929 à 1930, elle suit les cours de l’École internationale Lénine à Moscou puis, à son retour, travaille à temps plein pour la direction régionale de Berlin-Brandebourg.

### Sous le régime nazi
La prise du pouvoir par les nazis en janvier 1933 marque un tournant politique et l'entrée en résistance de Maria Wiedmaier. Entre janvier 1933 et avril 1935, elle travaille, illégalement, comme instructrice du KPD dans différentes entreprises de Berlin. À partir de 1934, elle s'engage activement avec le groupe « Anti-militariste » fondé autour d'Emil Pietzuch (en), et entreprend plusieurs voyages clandestins à Moscou en tant que coursière. D'après une décision judiciaire ultérieure, elle aurait été également impliquée dans le « Groupe de résistance G » dirigé par Hans Gasparitsch (de).
Eugen Wiedmaier est arrêté et emprisonné en janvier 1934 à Karlsruhe. Fin 1935, il est condamné à trente mois de prison, puis dans le cadre d'un autre procès qui intervient alors qu'il est en prison, à une nouvelle peine de douze ans et six mois. Après six ans d'isolement dans la prison de Ludwigsburg, il y est assassiné le 14 mars 1940.
Le 6 avril 1935, Maria Wiedmaier est arrêtée à Berlin. Elle passe trois ans en détention provisoire avant d'être condamnée à cinq ans et six mois de prison le 28 février 1938. En octobre 1940, elle est transférée au camp de concentration de Ravensbrück, dans lequel elle est détenue jusqu'à la fin de la guerre.
Dans son livre « Si c'est une femme : vie et mort à Ravensbrück » rédigé à partir de témoignages, Sarah Helm rapporte qu'en 1935 un membre de la Gestapo apprend à Maria Wiedmaier que son mari est mort et que, comme elle refuse de le croire, ce dernier fait exhumer le corps sous ses yeux. Ce récit est cependant douteux, Eugen Wiedmaier ayant été assassiné en 1940. Sarah Helm indique également que Maria Wiedmaier incite les détenues politiques à occuper les postes clés dans lesquels il est possible d'obtenir des informations : dans les bureaux, aux cuisines, aux blocks. Cette stratégie leur permet d'obtenir du pouvoir au sein du camp, au détriment d'autres communautés, mais cela les aide à survivre.
Après la guerre, elle témoigne auprès du tribunal militaire britannique de la mise en œuvre de la politique d'extermination (Aktion 14f13) dans le camp de Ravensbrück.

### Dans la zone d'occupation soviétique et en République démocratique allemande
Lorsque Maria Wiedmaier est libérée du camp de concentration en mai 1945, une grande région autour de Berlin est une zone d'occupation soviétique puis devient en octobre 1949 une partie de la République démocratique allemande.
Entre 1945 et 1949, Maria Wiedmaier travaille pour les affaires sociales au bureau du district de Charlottenburg. Elle participe à la mise en place de structures antifascistes dans l'administration berlinoise et dirige le Comité des victimes du fascisme (en allemand, Opfer des Faschismus ou OdF) à Charlottenburg. Elle est l'une des oratrices de la première manifestation organisée par le comité en 1945. 
Après la division de l'administration de la ville, elle est employée au Conseil (Magistrat) de Berlin-Est. En 1948, elle reçoit une réprimande formelle pour « manque de coopération de l'Association des persécutés du régime nazi (Vereinigung der Verfolgten des Naziregimes – Bund der Antifaschistinnen und Antifaschisten, ou VVN - BdA) et du Parti socialiste unifié (Sozialistische Einheitspartei Deutschlands ou SED) », le parti alors au pouvoir.
En 1949, elle s'installe brièvement à Zuffenhausen, située depuis 1945 dans la zone d'occupation américaine ; elle y habite avec son fils pour tenter de recouvrer la santé, affectée par les souffrances et privations durant la guerre.
Elle retourne ensuite en Allemagne de l'Est où elle épouse le communiste Harry Kuhn (de), un survivant de Buchenwald qui sera plus tard secrétaire général du VVN . 
En 1976, elle reçoit l'ordre du Mérite patriotique (au plus haut niveau : « fermoir honorifique en or »), un prix dont elle a déjà reçu les niveaux de bronze et argent en 1958 et 1971.
Maria Wiedmaier meurt le 20 décembre 1977 à Groß Glienicke, près de Potsdam.